# Sáfrány József
Sáfrány József (Budapest, 1952. július 20.) operatőr, rendező, forgatókönyvíró.

## Életútja
Sáfrány József 1970-ben érettségizett az ELTE Radnóti Miklós Gyakorlóiskolájában. Az érettségi után fényképésztanuló volt a Fővárosi Fotó Vállalatnál, majd az MTI Fotónál.
Filmes karrierjét a ranglétra legalján kezdte, és onnan lépdelt felfelé a rendezővé válás útján. 1971-ben az MTV belső tanfolyamán világosítói képesítést szerzett, majd ebben a minőségben dolgozott egy évet. Eközben elvégezte a segédoperatőr-kameraman tanfolyamot.
1972-től mint külsős segédoperatőr dolgozott, először az akkori Politikai Adások Főszerkesztőségén, majd miután írásba kapta, hogy „politikai munkára alkalmatlan”, az Operatőri Osztályon.
1978-ban az akkor alakuló Natura Szerkesztőségbe vették fel, és Rockenbauer Pál mellé került mint rendezőasszisztens. Ebbéli minőségében vett részt a Másfélmillió lépés Magyarországon című sorozat elkészítésében.
1977 és 1982 között a televíziós munka mellett elvégezte levelező szakon a szombathelyi Berzsenyi Dániel Tanárképző Főiskola történelem–népművelés szakát. A diploma megszerzése után 1982-től mint rendező, operatőr, valamint filmíró és szerkesztő dolgozott, először a Natura szerkesztőségben, majd annak megszűnte után a Kulturális Főszerkesztőségen. A Natura Szerkesztőségben elsősorban természetfilmeket készített, többségüket maga írta és fényképezte. A szerkesztőség megszűnte után állandó bedolgozója, írója, szerkesztője, rendezője és operatőre volt különféle közéleti műsoroknak, tudományos-ismeretterjesztő filmeknek, természetvédelmi, környezetvédelmi  magazinműsornak (Tájkép, Zöldposta, Zöldövezet, Tudományos Híradó, Delta, Háttértudomány, Natura, Szót kér a természet, Kívül-belül, Átjáró, Nappali, Sírjaink hol domborulnak, Zegzugos történetek, Magyarlakta vidékek krónikája, Kultikon).
2017-től szabadúszó rendezőként önállóan készít filmeket.

## Témái
Rendszeresen foglalkozik a határon túli magyar értékek bemutatásával. Tudományos kutatóexpedíciók filmes kísérője volt több ízben.
Történelmi ismeretterjesztő filmeket, filmsorozatokat is készített, elsősorban a magyarországi védett értékekről, a magyar vasutak történetéről, Afrikáról, valamint a világot bejáró, fölfedező, elsősorban magyar kutatók nyomát követte.
Az elmúlt 30 év alatt több mint 200 filmet készített. Filmjei rendszeresen részt vesznek nemzetközi filmfesztiválokon. Eddig több mint 20 fesztiváldíjat szerzett.
Több hazai és külföldi filmfesztiválon volt zsűrielnök vagy zsűritag.

## Kitüntetések
- Teleki Sámuel-érem (1991)
- Magyar Örökség díj (1996)
- Pro Natura díj (2001)
- Magyar Érdemrend lovagkeresztje (2014)

## Díjak
- 1981, 1986, 1989, 1990, 1996, 1998 televíziós (belső) nívódíj

## Fesztiváldíjak
- 1986: 26. Miskolci TV-fesztivál „Közönségdíj”
- 1991: Trento (Olaszország), Hegyi Filmek Fesztiválja, „Ezüst Encián” díj.
- 1992: Torelló (Spanyolország), Természetfilm Fesztivál, „Fesztiváldíj”.
- 1994: Párizs (Franciaország) Tudományos Filmfesztivál, „Különdíj”.
- 2001: Miskolc, Ismeretterjesztő Filmek Szemléje, „Közönségdíj”.
- 2002: Miskolc, Ismeretterjesztő Filmek Szemléje, „Különdíj”.
- 2002: Miskolc, Ismeretterjesztő Filmek Szemléje, „Alkotói Oklevél”.
- 2002: Ménigoute (Franciaország), Ornitológiai Filmfesztivál, „Közönségdíj”
- 2003: Miskolc, Ismeretterjesztő Filmek Fesztiválja,  „Közönségdíj”.
- 2005: Pécs, Magyar Mozgókép Fesztivál, „Operatőri Díj”.
- 2005: Pécs. Magyar Mozgókép Fesztivál, „Rendezői díj”.
- 2008: Pusztaszer, IV. Országos Természetfilm Fesztivál, „Kategória Első Díj”.
- 2008: Irkutszk (Oroszország), „Ember Természet Fesztivál” „Kategória Győztes”.
- 2009: Ohrid (Macedónia), X. „Ecofilm” Fesztivál „Szerkesztői Díj”.
- 2009: Koprivstitsa (Bulgária), 5. European Environmental „Green Wawe” Festival „Zsűri Különdíja”.
- 2009: Pusztaszer, V. Országos Természetfilm Fesztivál, „Fődíj”.
- 2009: Pusztaszer, V. Országos Természetfilm Fesztivál, „Kategória Első Díj”
- 2009: Veliko Gradiste  (Szerbia), „Silafest Nemzetközi Filmfesztivál” „Silver Wave” for „The Best Ecological Film”.
- 2009: Banszkó (Bulgária), „10. Balkáni Gyermek és Ifjúsági TV-műsorok Fesztiválja,”, „Nemes Küldetés a Veszélyeztetett Állatok Megmentéséért Különdíj”.
- 2011: Szolnok „Tudományos Filmek Fesztiválja”, Életműdíj.
- 2012: Veszprém, „Kamera Korrektúra” Televíziós Fesztivál, Első Helyezés.
- 2012: Magyarkanizsa (Szerbia) „Csodakút Nemzetközi Természetfilm Fesztivál”. A legjobb filmszöveg díja.
- 2013: Magyarkanizsa (Szerbia) „Csodakút Nemzetközi Természetfilm Fesztivál”. A legjobb professzionális operatőri munka díja.
- 2013:  Budapest „Kamera Korrektúra” Televíziós Fesztivál,  Első Díj.
- 2017: Gödöllői Nemzetközi Természetfilm Fesztivál, Kategória Első díj

## Filmográfia
- A puszta télen, 1981, 30 perc, író-rendező
A Hortobágy téli élete Petőfi segítségével.
- Szerencsés találkozás, 1983, 35 perc, író-rendező
Mesterséges élőhelyek a Hortobágyon.
- A székipacsirta, 1983, 23 perc, író-rendező
Egyetlen, csak hazánkban élő madárfajunk a Hortobágyon.
- A tályoggyökér, 1984, 35 perc, író-rendező
Egy különleges növény kultúrtörténete.
- A Mágorpusztai domb, 1985, 30 perc, író-szerkesztő-rendező-operatőr
A békési Sárrét a mágori kunhalomról nézve.
- Budai kirándulóhelyek, 1985, 30 perc, író-rendező
Menjünk, gyerekek, a szabadba…
- Kőrösi Csoma Sándor nyomában, 1985, 55 perc, író-rendező-operatőr
A székely tudós útján Csomakőröstől Dardzsilingig.
- Hegyek és piramisok, 1986, 40 perc, író-rendező-operatőr
Magyar hegymászókkal Mexikóban..
- A Balaton élete 1–5., 1986-1992, 5x30 perc, író-rendező-operatőr
Ötrészes sorozat tavunk élővilágáról.
- A Hosszú Fehér Felhő országa, 1987, 40 perc, író-rendező-operatőr
Új-Zéland nemzeti parkjai és természeti értékei.
- Szingapúr kertjei, 1987, 15 perc, író-rendező-operatőr
Világváros és természet.
- A Teleki-expedíció 1–6., 1988–1990, 6*30 perc, író-rendező-operatőr
Hatrészes sorozat a legnagyobb szabású tudományos kutatóexpedícióról 1945 után, Afrikában.
- Hogyan csináljunk expedíciót?, 1988, 30 perc, író-rendező-operatőr
Hogyan szervezték a Magyar Tudományos Afrika Expedíciót?
- Forradalom Gyergyóban, 1989, 20 perc, szerkesztő-rendező-operatőr
A „romániai események” egy székelyföldi városban.
- Gyalu bácsi, a nem létező ember, 1990, 35 perc, szerkesztő-rendező
Portréfilm Gelu Păteanu román író-költő-műfordítóról, a székelyek védelmezőjéről.
- Kastély és kolostor, 1990, 40 perc, rendező
Portréfilm Zöld Lajosról, a gyergyószárhegyi Lázár-kastély és a ferences kolostor újjáépítőjéről.
- Pünkösd Csíksomlyón, 1990, 35 perc, rendező
Az első szabad csíksomlyói búcsú.
- Szigetköz – pillanatkép, 1990, 30 perc, rendező
A Szigetköz természeti értékei a bősi Duna-elterelés előtt.
- A pipáló félsziget 1–2., 1991, 2*20 perc, író-rendező-operatőr
Expedíció Kamcsatka vulkánjaira, Benyovszky Móric nyomában.
- Virágok és harangok, 1991, 40 perc, író-rendező-operatőr
Az Onyega-tó természeti értékei és a kizsi falumúzeum.
- Az Urál fölfedezése, 1991, 40 perc, író-rendező-operatőr
Expedíció a Sarki-Urálba, Reguly Antal nyomában.
- A Darjeeling-i kisvasút, 1992, 15 perc, író-rendező-operatőr
Utazás Kőrösi Csoma Sándor sírjához a világ egyik legérdekesebb magashegyi kisvasútján.
- Szentgyörgyvölgy, 1992, 30 perc, író-rendező
Egy őrségi falu és a természet.
- Felszabadulás, 1992, 30 perc, író-rendező-operatőr
Mi lesz a „felszabaduló” határsávok, katonai gyakorlóterek és kormány-vadászterületek sorsa természetvédelmi szempontból?
- Sáska doktor, 1992, 20 perc, író-rendező-operatőr
Portré egy magyar orvos-kutatóról, aki Afrikának szentelte életét – születésének 100. évfordulóján.
- Tessedik Sámuel emlékezete, 1992, 20 perc, író-rendező
Megemlékezés a polihisztor-papról, születésének 250. évfordulóján.
- Mi lesz veled, Börzsöny?, 1992, 35 perc, szerkesztő-rendező
Favágás, útépítés, síparadicsom, vagy mi?
- Mi lesz veled, Gemenc?, 1992, 35 perc, szerkesztő-rendező-operatőr
Gazdálkodás, vadászat, természetvédelem és az illegális nyaralók.
- Mi lesz veled, Kis-Balaton?, 1993, 35 perc, szerkesztő-rendező-operatőr
Mi a Kis-Balaton? „Vízvédelmi rendszer” vagy az egyik legértékesebb természeti kincsünk?
- Az Elgon expedíció, 1993, 40 perc, író-rendező-operatőr
Magyar egyetemisták kutatóexpedíciója Afrika egyik legkevésbé ismert óriásvulkánján.
- Debrecennek van egy vize…, 1993, 30 perc, író-rendező-operatőr
A Hortobágyi Nemzeti Park természeti értékei.
- Mi lesz veled, Hortobágy?, 1994, 35 perc, szerkesztő-rendező
Lehet-e privatizálni egy nemzeti parkot? Kié a Hortobágy?
- Magyar Izland-expedíció 1–3., 1994, 3*30 perc, író-rendező-operatőr
Háromrészes sorozat egy magyar kutatóexpedíció munkájáról, valamint a szigetország természeti értékeiről.
- Meddig lesz túzok?, 1994, 30 perc, író-rendező
A túzok élete, fennmaradásának problémái, a megmaradásáért folytatott munka.
- A Folyó – Expedíció a Nílus nyomában 1–3., 1994, 3*30 perc, író-rendező-operatőr
Háromrészes sorozat földünk leghosszabb folyójáról, a forrástól a torkolatig.
- A Szamos, 1994, 30 perc, Szerkesztő-rendező
Egy folyó élete, amely ellen már minden létező bűnt elkövettek.
- A Maros, 1994, 30 perc, Szerkesztő-rendező
Mennyit bír ki egy folyó szennyezésből? A természet örök(?) megújuló képessége.
- A Yorkshire Dales Nemzeti Park, 1994, 30 perc, Rendező-operatőr
Nagy Britannia karsztvidékein, avagy magánkézben is létezhetnek nemzeti parkok.
- Szlovák-magyar karszt-Világörökség, 1995, 30 perc, Szerkesztő-rendező-operatőr
Természeti értékek között nem lehet országhatár. A Szlovák-karszt és az Aggteleki-karszt értékei.
- Biodiverzitás, 1995, 30 perc,Rendező-operatőr
Próbálkozás a biológiai sokféleség definiálására.
- Global Forum, 1995, 30 perc, Rendező-operatőr
Környezetvédelmi világtanácskozás Manchesterben.
- Papilio expedíció – Thai képek, 1995, 40 perc, író-rendező-operatőr
Rovartani kutatóexpedíció Thaiföldön, az eltűnt esőerdők nyomában.
- A Szent István csatahajó, 1995, 40 perc, író-rendező-operatőr
Búvárexpedíció az I. világháborúban elsüllyedt magyar hadihajó nyomában.
- Papilio expedíció – Perui keresztmetszet 1–4., 1996, 4*30 perc, író-rendező-operatőr
Négyrészes filmsorozat egy magyar kutatóexpedícióról a Humboldt-áramlattól az amazóniai esőerdőig.
- Kittenberger Kálmán emlékezete, 1996, 30 perc, író-rendező-operatőr
A nagy magyar vadász és muzeológus-író nyomában, Afrikában.
- „Száz vasutat, ezeret…” 1–6., 1996, 6*30 perc, író-rendező-operatőr
A magyar vasutak története. Expedíció a MÁV – ma nyolc ország között eloszló – vonalain.
- Megy a gőzös – Erdélybe, 1997, 30 perc, író-rendező-operatőr
Vasúti utazás Erdélybe, a legöregebb magyar gőzmozdonnyal.
- A Tolnai Mezőföld, 1997, 30 perc, Rendező-operatőr
Egy meglehetősen ismeretlen tájvédelmi körzet rendkívüli értékei.
- Roki, 1997, 38 perc, Rendező-operatőr
Emlékezések Rockenbauer Pálról, halálának 10. évfordulóján.
- Mi lesz veled, Dráva?, 1993-1998, 35 perc, Szerkesztő-rendező-operatőr
Az elhatározástól a megvalósulásig, avagy hogyan születik egy nemzeti park?.
- 4. A sebes futású folyó 1–3., 1998, 3*30 perc, író-rendező-operatőr
Háromrészes sorozat a Dráva életéről a forrástól a torkolatig.
- Horvátország nemzeti parkjai, 1999, 52 perc, író-rendező-operatőr
Déli szomszédunk hét nemzeti parkjának értékei, természeti képe.
- Egy csipetnyi Grönland 1–3., 1999, 3*30 perc, író-rendező-operatőr
Háromrészes expedíciós sorozat a világ legtisztább helyéről.
- Kisvasútbarátok, 1999, 15 perc, író-rendező-operatőr
„Akit a mozdony szele megcsapott…”, az sosem tud szabadulni tőle. A kiskunsági kisvasút.
- A hivatásos kiránduló, 2000, 15 perc, író-rendező-operatőr
Portréfilm Heincz László térképészről, aki nem tudja abbahagyni a „Másfélmillió lépést” Magyarországon.
- Mi lesz veled, Fóti Somlyó?, 2000, 35 perc, író-rendező-operatőr
Egy Budapest környéki természetvédelmi terület és annak sanyarú sorsa.
- „Gyáva földön a göröngy”, 2000, 30 perc, író-rendező-operatőr
A Fóti-Somlyó természeti értékei.
- A Kamerun hegy árnyéka 1–7., 2001, 7*30 perc, író-rendező-operatőr
Hétrészes sorozat a Magyar Tudományos Esőerdő Expedícióról a Kamerun-hegytől a Csád-tóig.
- Madárvédők, 2001, 52 perc, író-rendező-operatőr
A 25 éves Magyar Madártani és Természetvédelmi Egyesület munkája a természet védelmében.
- A Tisza élni akar, 2001, 50 perc, Rendező-operatőr
 A ciánszennyezés és következményei a Tiszán. Megmenthető-e a folyó élővilága?
- Merre tovább, Gemenc?, 2001, 25 perc, író-rendező-operatőr
Összeegyeztethető-e az erdőgazdálkodás és a természetvédelem? A „másik oldal”, a gazdálkodók  véleménye.
- Az Ördögszántotta hegy, 2002, 25 perc, író-rendező-operatőr
 Az egyik leggazdagabb természetvédelmi területünk, a Szársomlyó élővilága, barlangjai és a cementipar.
- Angkor unokái 1–3., 2002, 3*25 perc, Rendező-operatőr
Háromrészes sorozat egy kalandos útról motorral, hajóval és a világ legpocsékabb állapotú vasútjával Kambodzsában.
- EXPOdíció, 2002, 52 perc, író-rendező-operatőr
Építészet és természet, a világkiállítási helyszínek hasznosíthatósága Japánban és Dél-Koreában.
- Kilátás a Nagy-Kopaszról, 2002, 50 perc, író-rendező-operatőr
A Tokaj–Bodrogzug Tájvédelmi Körzet. Természet a szőlők felett és alatt.
- Századfordító magyarok – Rockenbauer Pál, 2003, 50 perc, Rendező-operatőr
A műfajteremtő televíziós mester életútja, vallomások tükrében.
- Kaland az Esztramoson, 2003, 25 perc, író-rendező-operatőr
A magyar Barlangi Mentőszolgálat munkája egy barlangi búvár-baleset ürügyén.
- A mézédes források földje, 2003, 50 perc, Rendező-operatőr
Tokaj-Hegyalja, a Világörökség része.
- Kotya útja, 2003, 25 perc, író-rendező-operatőr
Egy ukrán medve kalandos útja Magyarországra, a veresegyházi medvemenhelyre.
- Volt egy hegy…, 2004, 25 perc, író-rendező-operatőr
Volt egy hegy, a beremendi Szőlőhegy, melyből mára cement lett. Az ország legdélebbi hegye volt.
- A Morvamező, 2004, 25 perc, író-rendező-operatőr
Bécstől nem messze egy darab Pannónia. A Morva folyó ártéri erdei, fákon fészkelő fehér gólyái és a hódok.
- Ősz a Görgényben, 2004, 25 perc, író-rendező-operatőr 
Az erdélyi Görgényi-havasok őszi hangulata medvékkel, farkasokkal.
- A déda-szeretfalvi vasút, 2004, 25 perc, író-rendező-operatőr
A magyar vasutak egyik legutolsó nagy építkezése a II. világháború alatt.
- Illancs, 2005, 25 perc, író-rendező-operatőr
Egy ismeretlen magyar táj.
- Magyarország Nemzeti Parkjai, 2006
  - Az Első, 25 perc, író-rendező-operatőr
  - A Gyöngyszem, 25 per, Az Aggteleki Nemzeti Park. író-rendező-operatőr
  - Folyóvizek parkja, 25 perc, A Duna–Dráva Nemzeti Park. író-rendező-operatőr
- Hódító hódok, 2007, 25 perc, író-rendező-operatőr
A hódokat folyamatosan telepítik vissza Magyarországra, ahonnan egyszer már kipusztultak.
- Vadlúdsokadalom Tatán, 2007, 25 perc, író-rendező
A tatai Öreg-tavon minden évben tömérdek vadlúd telel. A tömérdek libának tömérdek nézője akad.
- Az én Afrikám 1.-20., 2007, 20*15 perc, író-rendező-operatőr
20 részes szubjektív filmsorozat Afrikáról.
- Az én világom 1.-20., 2008-09, 20*15 perc, író-rendező-operatőr
20 részes szubjektív filmsorozat a világról.
- A vásott kalapos úr, 2008, 25 perc, író-rendező-operatőr
Kittenberger Kálmán élete és munkássága.
- Bajkál, fesztivál, 2008, 25 perc, író-rendező-operatőr
Vándorló természetfilm fesztivál a Bajkál-tavon.
- Kupé, 2008 
  - 1–2. rész, 2x26 perc, rendező-operatőr
Vasúti magazinműsor.
- Téli kék, 2008-2009, 4x25 perc, operatőr
Téli kéktúra a Cserhátban és a Balaton-felvidéken.
- Magyarország madártávlatból, 2009, 4x25 perc, operatőr
Magyarország tájai a levegőből, négy évszakos felvételekkel.
- Kövek, rajzok, mongolok, 2009, 25 perc, író-rendező
Titokzatos sziklarajzok nyomában, a Góbi-Altajban.
- Hód-olatom, 2009, 25 perc, író-rendező-operatőr
A hódokról, akik 12 évi intenzív telepítés után újra otthont leltek Magyarországon.
- Egy kis Hanti-Mansijszk, 2009, 25 perc, író-rendező-operatőr
A világ legnagyobb ökofilmfesztiválja és egy ismeretlen város.
- Komandó – egy erdélyi kisvasút , 2010, 25 perc, író-rendező-operatőr
A háromszéki kisvasút élete és halála – és tán feltámadása?
- Viktor Jerofejev Budapesten, 2010, 25 perc, rendező
Portré a legnépszerűbb és egyben legnépszerűtlenebb orosz íróról.
- Fejezetek a magyar vasutak történetéből 1–10., 2010, 10*20 perc, író-rendező-operatőr
Tízrészes sorozat a 164 éves magyar vasutak történetéből.
- Vasúti történetek – Székely Gyors 2010, 2011, 25 perc, író-rendező-operatőr
Zarándokvonat a csíksomlyói búcsúba.
- Vasúti történetek – Kotoriba, 2011, 25 perc, író-rendező-operatőr 
Nosztalgiavonatozás Horvátországba, az ottani vasutak 150 éves évfordulóján.
- Vasúti történetek – Kárpátalja Expressz, 2011, 25 perc, író-rendező-operatőr
Hatvankét év óta először magyar vonat a Kárpátalján.
- A Szerengeti Ökoszisztéma , 2011, 25 perc, író-rendező-operatőr
Afrika egyik legérdekesebb nemzeti parkja és ami körülötte van.
- Volt egyszer egy német Afrika , 2011, 25 perc, író-rendező-operatőr
Az afrikai német gyarmatok kialakulása, értékei és az elvesztésük története.
- Vasúti történetek – Bakonyvasút, 2011, 25 perc, író-rendező
Nosztalgiavonat a 115 éves a Győr–Veszprém–Dombóvári Helyi Érdekű Vasút meglévő és elpusztult vonalain.
- Ősz, kikerics, Görgény, 2011, 25 perc, író-rendező-operatőr
Az erdélyi Görgényi-havasok és élővilága ősszel.
- A nagyenyedi református templom sorsa, 2011, 25 perc, író-rendező
A nagyenyedi református vártemplom össze akar dőlni. A film egy segélykiáltás.
- Csavargások Afrikában dr. Livingstone ürügyén 1–9., 2011, 9*25 perc, író-rendező-operatőr
Kilencrészes szubjektív filmsorozat a nagy Afrika-kutató és misszionárius életéről, 13 országon keresztül.
- Vasúti történetek – „Udvarhely Expressz”, 2012, 25 perc, író-rendező-operatőr
Húsvéti élményvonatozás Erdélybe.
- Zegzugos történetek – Práter utca, 2012, 26 perc, rendező
Történetek a főváros legváltozatosabb és leginkább változó utcájáról.
- Zegzugos történetek – Balatonfüred március 15., 2012, 26 perc, rendező
Történetek a reformkori Füredről, Noszlopy Gáspárról (Kossuth partizánjáról), Jókairól, az első dunántúli kőszínházról, a Balatonról.
- Szeressétek Namíbiát! 1–2., 2012, 2*26 perc, író-rendező
Csavargások a világ egyik leglakhatatlanabb, de legszebb sivatagi országában, megismerve tájakat, természetet és embereket.
- Szellem a palackból – A tapolcai madárgyűjtő, 2012, 26 perc, rendező
Hogyan lehet madarakat gyűjteni és turákókat tenyészteni a tapolcai Y-házak tövében?
- Zegzugos történetek – Szentlélek tér, Fő tér, 2012, 26 perc, rendező
Történetek Óbuda központjáról, ha úgy tetszik belvárosáról, az a kevés szépség, ami az egykori svábok lakta, utolérhetetlen hangulatú városból, később városrészből, megmaradt.
- Mese a somogyországi patakgörbítőkről , 2013, 52 perc, író-rendező
A Belső-Somogy természeti képének újjáélesztése.
- A Várkert Bazár megújulása, 2014, 52 perc, rendező
A több évig tartó munka végigkövetése.
- Magyarjárás Irisztonban, 2015, 52 perc, író, rendező-operatőr
A Magyar Művészeti Akadémia küldöttségének látogatása Oszétiában, találkozások oszét képzőművészekkel és a kis országgal.
- Négy évszak a magyar pusztán, 2016, 52 perc, rendező
A magyar puszta élete, annak is főleg a madarai a mai világban, ahogy Széll Antal látja.
- Pásztorének, 2016, 50 perc, író, rendező
A Kárpát-medence pásztorvilága és a legeltető állattartás hatása a természet képére, Berecz András énekes-mesemondó segítségével.
- Csavargások Ausztráliában, dr. Hangayval, 2017, 52 perc, író-operatőr-rendező
Magyar kutatóexpedíció Ausztrália nemzeti parkjaiban, dr. Hangay György, ott élő entomológus vezetésével, melynek célja a Magyar Természettudományi Múzeum ausztrál anyagának megalapozása, s egyúttal a neves külhoni tudós bemutatása.